# Monumento a José Martí (Madrid)
El monumento a José Martí es un ejemplar de arte público en Madrid. Regalo de la República de Cuba a Madrid, el monumento está dedicado a José Martí, escritor y activista cubano destacado por su lucha en favor de la independencia de la isla caribeña de España.

## Historia y descripción
Obsequio de la República de Cuba a Madrid, el monumento es obra de José Villa (escultor) y Rómulo Fernández (arquitecto).
Con una altura de 7,90 m, el monumento consiste en un ortoedro con una base de 1,80 x 1,80 m, que se bifurca en dos cuerpos en su parte superior. Con un peso de 15 toneladas, está hecho de acero y mármol. Está decorado por la estrella de la bandera de Cuba.
La cara frontal presenta un relieve con el busto de José Martí. Los flancos diestro e izquierdo incluyen dos inscripciones que respectivamente rezan «madrid a josé martí (1853-1895) héroe nacional de cuba» y «y pongamos alrededor de la estrella en la bandera nueva esta fórmula del amor triunfante con todos y para el bien de todos».
El monumento fue descubierto en octubre de 1986 durante una ceremonia a la que asistieron Juan Barranco (alcalde de Madrid) y Armando Hart (ministro cubano de Cultura). Se encuentra en la plaza de Quito, un ensanchamiento del paseo de La Habana con dos fuentes, pinos, cipreses, y plátanos de sombra.